# Poliamor para principiantes
Poliamor para principiantes es una película española cómica de 2021 dirigida por Fernando Colomo y protagonizada por Karra Elejalde, María Pedraza, Quim Ávila, Toni Acosta, Lola Rodríguez, Eduardo Rosa, Cristina Gallego y Luis Bermejo.

## Sinopsis
Satur (Karra Elejalde) y Tina (Toni Acosta) son un matrimonio en el que ella aporta el dinero y él se ocupa de la casa y el niño. El problema es que el niño, Manu (Quim Ávila), tiene ya 28 años y es un mediocre youtuber. Para sacar adelante a su hijo, Satur le convertirá en «El ranger del amor», un exitoso youtuber enmascarado defensor del amor romántico. Con esta tapadera, Manu se enamora perdidamente de Amanda (María Pedraza). Lo que no sabe, es que Amanda es poliamorosa y tiene relaciones con Marta (Cristina Gallego) y Esteban (Luis Bermejo), una acomodada pareja de médicos con dos hijos, con Claudia (Lola Rodríguez), una chica trans que trabaja en el mundo de la moda, y con Álex (Eduardo Rosa), un monitor de paracaidismo y modelo cachas.

## Reparto
- Karra Elejalde como Satur
- María Pedraza como Amanda
- Quim Ávila como Manu
- Toni Acosta como Tina
- Lola Rodríguez como Claudia
- Eduardo Rosa como Álex
- Cristina Gallego como Marta
- Luis Bermejo como Esteban
- Inma Cuevas como Berta
- Susi Caramelo como ella misma
- Mery Cabezuelo como Margarita
- Patricia Peñalver como Laura
- Eros Herrero como Hugo
- Robert Plugaru como Borja
- Esther Toledano como Esther

## Estreno
La película se estrenó en cines el 21 de mayo de 2021. Tras su paso por las salas, se estrenó en exclusiva en Amazon Prime Video el 10 de septiembre.

## Recepción
En general, los expertos en cine se han mostrado de acuerdo en dar el visto bueno a la película, especialmente por el manejo del director y por la elección de los actores. Oti Rodríguez Marchante en el diario ABC afirma: «Colomo espanta cualquier tentación moralista del poliamor mediante su manejo de la ligereza y con la precisa elección de los actores (...) es un director listo, que siempre mira al espectador (…) Por ello, le doy una puntuación de 3 (sobre 5)». Carmen L. Lobo del diario La Razón también la puntúa con un 3 de 5, basándose en que: «El cineasta vuelve con una película perfecta para estos tiempos (...) en los que reírnos hasta de nuestra sombra cotiza al alza (...) La primera parte del filme resulta muy graciosa». Otros como Javier Ocaña en El País alaban el trabajo del director. Mientras que Mikel Zorrilla de Espinof, opina que es una simple comedia romántica que intenta ser algo más, dándole una puntuación de 2 sobre 5.
En su primera semana en cines, obtuvo una recaudación de 108.117 euros. Tras su paso por las salas de cine españolas, obtuvo una recaudación total de 274.000 euros.